# Vizeadmiral

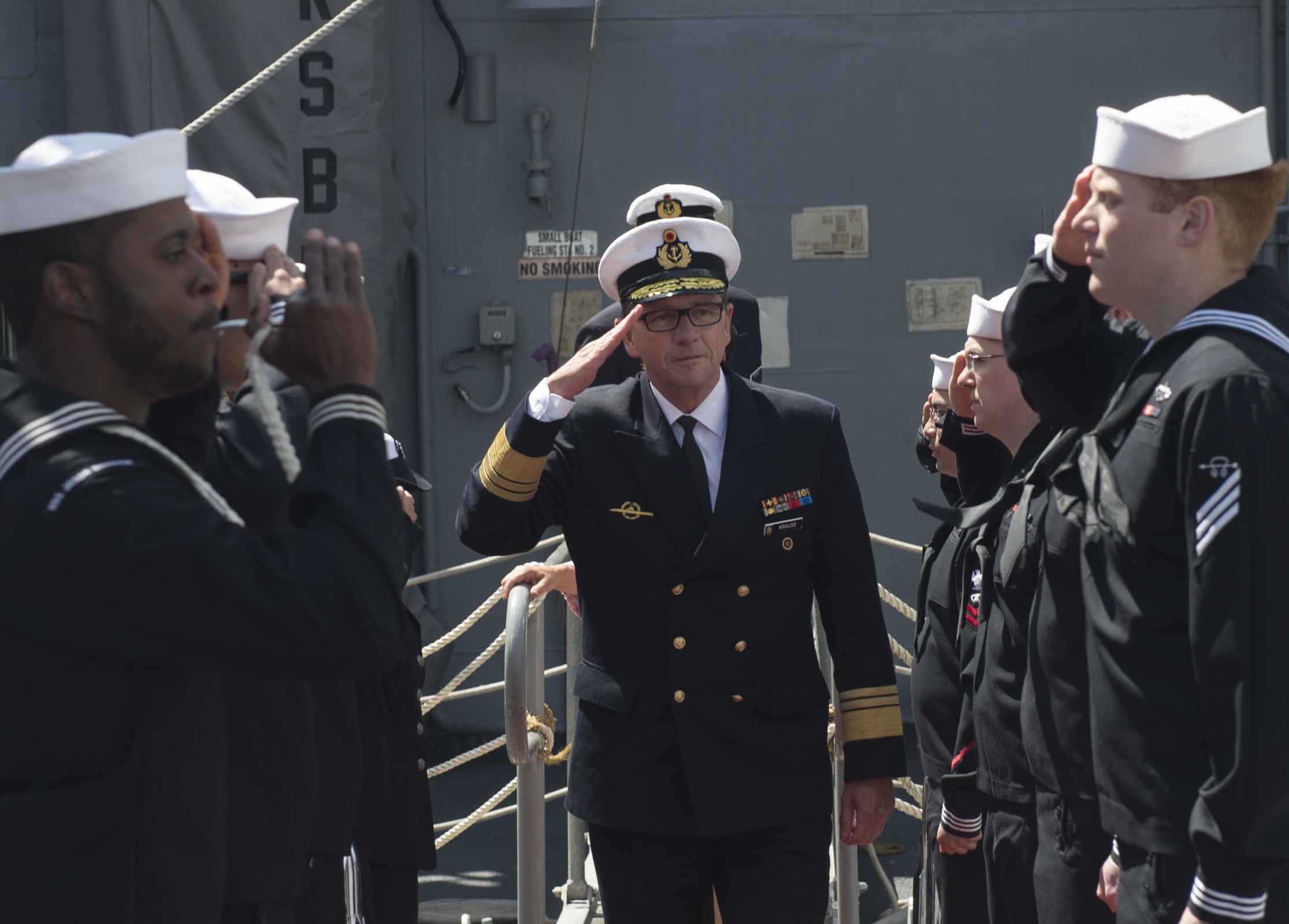
Vizeadmiral der deutschen Marine Andreas Krause (Mitte)

Der Vizeadmiral ist ein Admiralsdienstgrad der Marinestreitkräfte in den meisten Staaten.

## Bundeswehr
Der Vizeadmiral ist einer der Dienstgrade der Bundeswehr für Marineuniformträger. Gesetzliche Grundlage ist die Anordnung des Bundespräsidenten über die Dienstgradbezeichnungen und die Uniform der Soldaten und das Soldatengesetz.

### Dienststellungen
Der Vizeadmiral wird zumeist in herausgehobenen Spitzendienstposten wie beispielsweise Stellvertretender Generalinspekteur, Inspekteur der Streitkräftebasis, Inspekteur der Marine und als deren Stellvertreter oder als Abteilungsleiter im Ministerium eingesetzt. Denkbar ist auch eine Verwendung als Flottenbefehlshaber in einem der Führungsstäbe der NATO.

### Anrede
In der Zentralrichtlinie A2-2630/0-0-3 „Militärische Formen und Feiern der Bundeswehr“ (ehemals ZDv 10/8) wird die Anrede aller Marineuniformträger (außer der entsprechenden Sanitätsoffiziere) aus der Dienstgradgruppe der Generale mit „Herr Admiral“ festgesetzt.

### Dienstgradabzeichen
Die Dienstgradabzeichen des Vizeadmirals zeigen einen handbreiten, darüber zwei mittelbreite Ärmelstreifen auf beiden Unterärmeln.

### Sonstiges
Die Dienstgradbezeichnung ranggleicher Luftwaffen- und Heeresuniformträger lautet Generalleutnant. Hinsichtlich Befehlsgewalt, Ernennung, Sold, den nach- und übergeordneten Dienstgraden sind Vizeadmirale und Generalleutnante gleichgestellt.
| Offizierdienstgrad |                                                                       |                      |
| Niedrigerer Dienstgrad |                                                                       | Höherer Dienstgrad   |
| Generalmajor Konteradmiral Generalstabsarzt Admiralstabsarzt                                                                    | Generalleutnant Vizeadmiral Generaloberstabsarzt Admiraloberstabsarzt | General Admiral n.v. |
| Dienstgradgruppe: Mannschaften – Unteroffiziere o.P. – Unteroffiziere m.P. – Leutnante – Hauptleute – Stabsoffiziere – Generale |                                                                       |                      |

## Französische Streitkräfte
In der französischen Marine entspricht der vice-amiral dem Konteradmiral; der Vizeadmiral wäre der vice-amiral d’escadre. Die Umrechnung der französischen Admiralsränge ist allerdings nicht eindeutig, da gemäß Sterne-Zählung der „Ein-Stern-Admiral“ OF-6 (Flottillenadmiral) nicht vorgesehen ist.

## Vereinigte Staaten

US Coast Guard
US Navy

In der United States Navy und der United States Coast Guard ist der Vizeadmiral ein Rang, der in der Hierarchie über dem Rear Admiral und unter dem Admiral rangiert. Die US-Soldstufe ist O-9. Damit entspricht der Rang dem eines Generalleutnants (Lieutenant General) der United States Army bzw. der United States Air Force. Der NATO-Rangcode ist OF-8. Der Dienstgrad des Vizeadmirals ist mit bestimmten Dienststellungen verbunden und wird nicht dauerhaft verliehen. Operativ kann der Vizeadmiral eine Flotte führen oder auch eine höhere Kommandobehörde. Für eine solche Dienststellung, und damit für eine Beförderung über den Dienstgrad eines Rear Admiral hinaus, muss der Soldat für den bestimmten Dienstposten vom Präsidenten nominiert und vom Senat mit einfacher Mehrheit bestätigt werden. Die Verwendung auf dem Dienstposten beträgt im Regelfall drei Jahre. Gesetzliche Voraussetzung ist mindestens der Dienstgrad Rear Admiral (lower half). Nach der vorgesehenen Dienstzeit auf dem Dienstposten wird für den Offizier entweder die Nominierung verlängert, er wird für einen neuen Dienstposten als Vice Admiral oder Admiral vorgeschlagen oder er geht in den Ruhestand. Die früher durchaus übliche Praxis in den Dienstgrad eines Rear Admiral zurückzukehren, wird heutzutage nicht mehr durchgeführt.

Public Health Service Commissioned Corps
NOAA Commissioned Officer Corps

Das Commissioned Officer Corps der National Oceanic and Atmospheric Administration und das Commissioned Corps des United States Public Health Service sind Uniformed Services innerhalb ziviler Bundesbehörden, also außerhalb der Streitkräfte. Die Commissioned Corps beider Bundesbehörden bestehen – wie die Bezeichnung Commissioned bereits nahelegt – nur aus Offizieren ohne Mannschafts- oder Unteroffiziersdienstgrade. Mit Ausnahme der Militärgerichtsbarkeit, der sie nicht unterliegen, gelten für sie alle Rechte und Pflichten eines Offiziers gemäß Title 10. Im Dienst werden Uniformen getragen, die an die Uniform der US-Navy angelehnt, jedoch mit anderen Insignien bestückt sind.
Im NOAA Commissioned Officer Corps ist der Dienstgrad Vice Admiral die Ausnahme und wurde bisher nur zweimal verliehen. Normalerweise ist Rear Admiral der höchste Dienstgrad und wird vom Director des NOAA Commissioned Officer Corps getragen.
Beim United States Public Health Service Commissioned Corps ist der Surgeon General of the United States im Dienstgrad Vizeadmiral, der auch das Commissioned Corps führt, aber nicht den höchsten Dienstgrad innehat. Dieser hat als Admiral der Assistant Secretary for Health des US-Ministerium für Gesundheitspflege und Soziale Dienste.

## Weitere moderne Streitkräfte
Die Rangabzeichen für Vizeadmirale beinhalten in der Regel drei Admiralssterne. Abweichungen davon sind jedoch möglich und beispielhaft nachfolgend dargestellt.
- Vizeadmiral mit einem Admiralsstern gibt es: im Irak,[16] in Aserbaidschan[17] und in Nordkorea.[18]

- Vizeadmiral mit zwei Admiralssternen: in Russland,[19] Bangladesch,[20] China,[21] Kuba,[22] Iran[23] und Mexiko.[24]

- Vizeadmiral mit vier Admiralssternen: in der Türkei.[25]

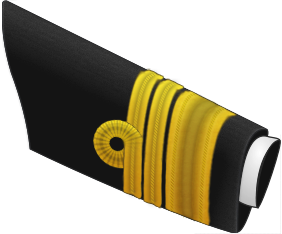
Kanada
Kanada
Ägypten
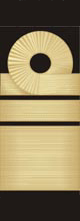
Estland
Frankreich
Frankreich
Italien
Italien
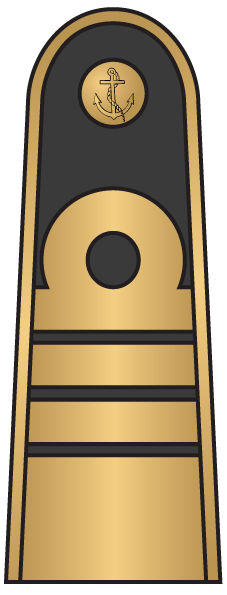
Litauen
Niederlande
Dänemark, Norwegen, Portugal, Slowenien, Türkei, UK
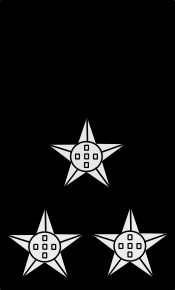
Portugal
Polen
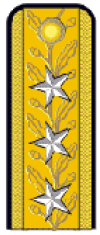
Rumänien
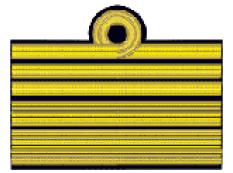
Rumänien
Sowjetische Seekriegsflotte
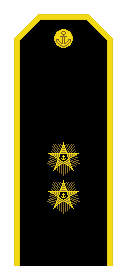
Russische Seekriegsflotte
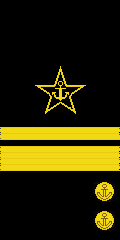
Russische Seekriegsflotte
Schweden
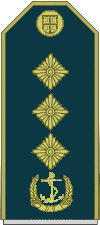
Serbien
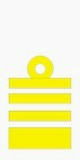
Slowenien
Spanien
Ukraine (Schulterklappe)
Ukraine (Armtresse)
UK Royal Navy

## Nationale Volksarmee
Der Vizeadmiral war in der Volksmarine der zweitniedrigste Dienstgrad im Admiralsrang und entsprach dem Generalleutnant der Nationalen Volksarmee.
Das Dienstgradabzeichen bestand aus Schulterstücken mit marineblauem Untergrund und darauf einer geflochtenen gold-silbernen Schnur, auf der zwei fünfeckige silberfarbene Generalssterne („Pickel“) angebracht waren. Schulterstücke wurden zu allen Uniformteilen getragen.
Das Ärmelabzeichen bestand aus einem breiten gelbfarbigen Streifen und zwei weiteren einfachen Streifen. Darüber war ein fünfzackiger Stern angebracht, in dessen Innerem sich das Wappen der DDR befand. Im Unterschied zu allen übrigen deutschen Marinestreitkräften bedeckten die Ärmelabzeichen nur zu ca. 40 % den Ärmelumfang.
Die Admiralskragenspiegel zeigten eine goldfarbene Ranke, die am unteren Ende einen Winkel von 90° aufwies. Das Mützenabzeichen entsprach dem des Vizeadmirals der Deutschen Marine.
Die nebenstehende Abbildung zeigt beispielhaft die Ranginsignien: Admiralsarabesken (1), Schulterstück (2), Ärmelstreifen (3), Lampassen (4) und die zugehörige Kommandoflagge (5).
| Dienstgrad               |                              |                |
| niedriger: Konteradmiral | Vizeadmiral(Generalleutnant) | höher: Admiral |

## Wehrmacht
In der Kriegsmarine war der Vizeadmiral der zweitniedrigste, Zwei-Sterne-Admiralsrang.
| Dienstgrad               |             |                |
| niedriger: Konteradmiral | Vizeadmiral | höher: Admiral |

## k.u.k. Kriegsmarine
Bei der k.u.k. Kriegsmarine lautete die Bezeichnung, abgeleitet aus dem Französischen, Viceadmiral.